# Raffaele Cecco
Raffaele Cecco (* 10. Mai 1967 in London) ist ein britischer Computerspiele-Programmierer, der seit 1984 etliche bekannte Computerspiele entwickelt hat. Dazu gehörten u. a. Cybernoid und Exolon.
Er begann mit dem Programmieren von Spielen auf dem Heimcomputer Sinclair ZX81, und sein erstes Spiel war Cop-Out, welches von der Mikro-Gen im Jahre 1986 veröffentlicht wurde.

## Liste entwickelter Spiele (Auswahl)
Dies ist eine Liste der Spiele, die von Cecco alleine oder mitentwickelt wurden.
- Equinox (1986, Hewson Consultants)
- Cybernoid (1988, Hewson Consultants)
- Exolon (1987, Hewson Consultants)
- Stormlord (1989, Hewson Consultants)
- First Samurai (1991, Vivid Image)